# Лион (рэпер)
Лион (настоящее имя Серге́й Влади́мирович Демья́нко; укр. Сергій Володимирович Демьянко; род. 10 августа 1982, Харьков) — украинский рэп-исполнитель, саунд-продюсер, музыкант.

## Биография
2000 — 2009: Начало карьеры, дебютный альбом, переезд в Киев
Сергей Демьянко родился в 1982 году в Харькове. Отец работает на машиностроительном заводе, мать — в пищевой промышленности. Еще в школьные годы Сергей увлекался компьютерами. В старших классах школы параллельно обучался в компьютерном лицее, что обеспечило поступление в ХНУРЭ на факультет компьютерных наук. Хип-хопом увлекался с 15 лет. Вдохновившись творчеством таких исполнителей как Bad Balance, Лигалайз и Дерево Жизни, Сергей создал группу из парней, которые жили с ним в одном доме, и назвал её «Мысли Вслух».
Уже на четвёртом курсе Лиону пришлось делать выбор между карьерой в компании Samsung и музыкальным творчеством. Выбор был сложным, поскольку музыкальное будущее не выглядело стабильным. Но творчество оказалось приоритетом.
В 1990-х Харьков был столицей украинской хип-хоп сцены. Импульсом для ее появления послужила первая в истории украинского ТВ передача о хип-хопе — «Рэп-обойма», придуманная ребятами из группы ТНМК. Неискушенный зритель впервые увидел в телеэфире клипы Run DMC, Public Enemy, Beastie Boys — лучшее из американского хип-хопа того времени. Передача быстро стала культовой и вызвала всплеск творческой активности среди местной молодежи. Уже в 1996 году все те же ТНМК вместе с компанией соратников основали первый украинский хип-хоп фестиваль In Da House.
Фестиваль стал значимым событием: здесь выступали видные представители хип-хоп сцены со всего СНГ. В 15 лет Сергей впервые попал на In Da House. Впечатление от увиденного навсегда изменило его жизнь. Парень решил стать частью нового мощного движения. Первые пробы пера, от мечты — к делу. Сергей с друзьями собрал хип-хоп группу «Мысли вслух». За мастеринг и сведение дебютного сингла он заплатил 30 гривен. Трек попал в популярный рэп-сборник на аудиокассете. По тем временам — большое достижение. Вскоре энтузиазм и стремление Сергея оценили лидеры местной сцены — тусовка «Дядя Вася». Этот период ознаменовался известными треками «Делаю лучше» и «В поисках утраченной веры».
В 2006 году он покинул свой родной город и переехал в столицу Украины — Киев. После двухгодичного перерыва в музыкальной деятельности Лион решил вернуться на сцену и выпустил «Альбом Номер Ноль», на котором он собрал всех самых ярких представителей украинского рэпа. Альбом представлял творческую дилемму для артиста: поддаться столичным гламурным тенденциям или сделать акцент на личностной, содержательной стороне. «Альбом номер ноль» вышел в 2008 году и получил множество положительных отзывов от коллег по цеху. В первом же альбоме Лиону удалось собрать всех ярких представителей украинского хип-хопа того времени. Это была одна из первых глобальных заявок на успех от украинского хип-хоп-исполнителя.
В 2008 году Лион принял участие в популярной программе «Зроблено» (аналог MTV Made) на MTV Ukraine, где выступил в роли эксперта и хип-хоп продюсера. В том же году он был признан лучшим рэп-исполнителем года на церемонии награждения Showtime HipHop/Rnb Awards 2008, при поддержке MTV Украина.
2009 — 2012: Битва за респект, второй альбом, подкаст Рэп из Украины
В 2009 году Лион участвовал в проекте «Битва за респект-2» на МУЗ-ТВ, где стал финалистом шоу и победителем народного голосования. В июне состоялась премьера клипа Лиона и Смоки Мо «Крутиться». В том же году он представлял Украину на крупнейшем в Европе фестивале хип-хопа SPLASH-2009 в качестве одного из хедлайнеров, разделив сцену с рэп-артистами СНГ (Смоки Мо, Баста, CENTR, BAD В, и др.) и гостями из Америки Method Man (Wu-Tang Clan) и Dead Prez). В том же году Лион победил в номинации «Рэп-исполнитель года» на премии Muzlife Awards и появился на обложке популярнейшего молодежного журнала X3M.
Вскоре он подписал контракт со всемирно известным хип-хоп брендом ECKO Unltd. и стал лицом компании на территории Украины.
В 2010 году Лион стал артистом крупной российской продюсерской компании «Монолит», которая в то время делала значительную ставку на хип-хоп (в частности, заключила контракты с Лигалайзом и группой Centr), а также выпустил альбом «Львиное Сердце» на CD. Альбом получился полным лирических композиций с вокальными партиями от лучших представителей жанра (Сацура, Макс Лоренс, Алёна Омаргалиева). В дуэте с Сацурой была записана песня «Кай и Герда», видеоклип на которую ротировался на центральных муз-каналах стран СНГ. В поддержку выхода альбома Лион и DJ Shked выпустили микстейп «Сердце Льва». В результате исполнитель получил номинацию «Открытие Года» на первой Национальной Премии в области Хип-Хоп культуры — Russian Street Awards. Известность получила песня Лиона «Мой город», которая была посвящена Харькову и получила соответствующий видеоряд.
На сайте Rap.ru выходит видеоподкаст «Рэп из Украины» в котором Лион знакомит зрителей с состоянием дел на хип-хоп-сцене Украины.
В 2011 году Лион работал над продюсированием альбомов для других исполнителей различных музыкальных стилей. В тот же период Лион занялся продюсированием записей хип-хоп и поп-исполнителей. В его послужном списке большое количество песен и треков, написанных для других артистов. В разное время Лион сотрудничал с TAYANNA, Соней Сухоруковой, ALEKSEEV, известным поп-композитором Русланом Квинтой.
В 2012 году после продолжительной паузы возобновил работу над третьим студийным альбомом. Он получил название «Лучше, чем вчера». Релиз состоялся 10 ноября 2012 года.
Гостевое участие включает таких музыкантов, как Баста, Иван Дорн, Гуф, Джино, Фьюз, Крипл.
Презентация прошла в Бруклине (Нью-Йорк, США). Лион стал первым украинским рэп-исполнителем, давшим большой сольный концерт в США.
Также Лион презентовал песню и видеоклип «Быть безупречным», посвященные чемпионам мира по боксу — братьям Кличко.
2012 — 2017: Участие в XX Fam, третий альбом и совместный диск с KREC
23 января Лион выступил во дворце «Украина» с Государственным академическим оркестром, где публике впервые была представлена песня на стихи поэта Евгения Евтушенко «Крещатик». Концерт записан на DVD и CD.
В 2013 году Лион вошел в хип-хоп формацию XX Fam, основанную Фьюзом из питерской группы KREC. Результатом широкого творческого сотрудничества артистов из разных стран стал альбом «Небоскреб», вышедший в 2014 году. В 2016 Лион начал работу над совместным альбомом с KREC. Запись альбома проходила в Нью-Йорке. Релиз увидел свет летом 2017 года и получил название Vol.1 — NYC.
После релиза «Лучше, чем вчера» Лион выпустил несколько отдельных синглов и коллабораций. Сред них стоит отметить совместный трек с группой Грот (лейбл Касты — Respect Production), интернет-хит «Азбука» с Нигативом (рекордные 1,5 млн стримов) и фичеринг «Рэп как Шанс» из альбома Баста «Баста 5».
В апреле 2014 появилась информация о творческой лаборатории «Hitwonder» под руководством Лиона. По словам представителей объединения — это не лейбл, а скорее формация близких по духу артистов, работающих в жанрах соул, фанк и хип-хоп.
На официальном сайте SMS Audio появляется информация о подписании контракта с 50 Cent.Лион становится амбассадором SMS Audio.
Лион выпустил песню «Тишина» — OST к новому фильму с Дензелом Вашингтоном «Великий уравнитель». Она же — первый сингл альбома «Орнамент».
2017 — … альбом Орнамент
В 2014 году Лион написал заглавную композицию для русскоязычной прокатной версии криминальной драмы «Великий Уравнитель» с Дэнзэлом Вашингтоном в главной роли. Композиция под названием «Тишина» была записана при участии украинской певицы TAYANNA. В 2015 году вышел сингл «#ЛевРулит». Видео к синглу снял американский клипмейкер Phil Lee (работал с Иваном Дорном, Quest Pistols) вместе с оператором Элиасом Талбатом (работал над клипами DJ Khaled & Rihanna — Wild Thoughts, Niia — Nobody и пр.). Позже появилась информация, что обе композиции войдут в четвертый номерной альбом Лиона, получивший название «Орнамент». Релиз альбома намечен на 2018 год.

## Лейбл Hitwonder и другие бизнес-проекты
После выхода альбома «Львиное Сердце» Лион не стал продлевать сотрудничество с лейблом «Монолит» и не спешил принимать предложения других крупных лейблов. В 2014 году к нему пришла идея создания собственного лейбла под названием Hitwonder, а уже в 2015 году Лион воплотил эту идею в жизнь. Лейбл замечает/релизит таких артистов как Сюзанна (Сюзанна / Мальбэк), Артём Пивоваров, Palagin, Миша Крупин. Лейбл выпускает несколько альбомов уже культовых KREC.
Hitwonder позиционируется как пристань для артистов, где менеджмент и творчество не пересекаются, а творчество является первичным.
Особенно активным для лейбла стал 2017 год. Лион значительно расширил сферу влияния Hitwonder. Резиденты Hitwonder: Лион, KREC, группа The Erised, флагманы украинского люмпен-рэпа Курган и Агрегат, перспективная певица Яна Соуле, известная украинская певица LAYAH (ранее Ева Бушмина).
В структуру Hitwonder входит два саб-лейбла: Nice2CU, издающий музыку NK — нового проекта Насти Каменских и Rookodilla, издающий украинский фанк и соул. Среди резидентов Rookodilla стоит выделить группу Сальто Назад.
Кроме того, Hitwonder сотрудничает с рэп-артистами Артем Лоик, Гига1, участниками формации XX Fam — Murovei, DaromDabro, Izreal, Roos, BiggieMote. В 2019 лейбл выпускает дебютные альбомы Alyona Alyona - Пушка и Alina Pash - Pintea
Помимо лейбла Hitwonder в сферу бизнес-интересов Лиона входит эндорсмент и сотрудничество с международными брендами. Так, еще в 2014 году Лион подписал контракт с компанией 50 Cent — SMS Audio — вторым по значимости брендом аудиотехники в Америке, после Beats by Dre.
Лион — эндорсер многих международных брендов одежды. Еще в 2009 году он подписал 3х-летний контракт с ECKO Ltd. А в последующие годы становился представителем бренда Casio, спортивной и кэжуал одежды Under Armour, Wrung Devison, Cayler & Sons. C 2017 сотрудничает с Nike

## Дискография

### Студийные альбомы
- 2008 — «Альбом Номер Ноль»
- 2010 — «Львиное Сердце»
- 2012 — «Лучше, чем вчера»
- 2015 — «#ЛевРулит» EP
- 2016 — «Улицы знают правду» EP

### Совместные альбомы
- 2014 — «Небоскрёб» в составе XXFAM
- 2017 — Vol.1 NYC (совместно с «KREC»)[19]

### Микстейпы
- 2010 — «Сердце Льва» при уч. DJ Shked
- 2012 — «Сердце Льва 2» при уч. DJ Andrew

## Видеография
- 2009 — Крутиться (уч. Смоки Мо)
- 2010 — Кай и Герда (уч. Сацура)
- 2010 — Люблю навсегда (уч. Алёна Омаргалиева)
- 2010 — Ревность (уч. «Триада»)
- 2011 — Мой город
- 2011 — Эфир из Украины/Rap Info спецвыпуск (уч. ST)
- 2012 — День за днём
- 2012 — Быть безупречным
- 2012 — Хорошие девочки стали плохими
- 2012 — Он нас любит
- 2013 — Хорошие девочки стали плохими (Uncensored +18)
- 2013 — Только мечта
- 2013 — Танцы с волками (уч. Guf)
- 2013 — На одной волне (уч. Гига, «Сальто Назад», Макстар, «Новый Союз», Климат, Dj Andrew) (Видеоприглашение)
- 2013 — Братик (уч. Гига)
- 2013 — XX-Files (Видеоприглашение)
- 2015 — Сколько дней
- 2015 — #ЛевРулит
- 2016 — Улицы знают правду
- 2017 — Покоряя волны (уч. «KREC»)
- 2017 — Карантин (уч. «KREC»)
- 2019 — Пыль
- 2019 —  Ай-Ай-Ай
- 2019 —  Ай-Ай-Ай (вертикальная версия)

### В составе «XX Fam»
- 2013 — Тяга к свободе
- 2014 — Крылья
- 2015 — Динамит

## Награды
- Финалист второго сезона телевизионного хип-хоп шоу «Битва за респект» на телеканале МУЗ-ТВ.
- «Showtime HipHop/Rnb Awards 2008», при поддержке MTV Украина — Лучший рэп-исполнитель года[20].
- «Muzlife Awards 2009» — Лучший рэп-исполнитель года.

## Факты
- Лион руководит собственным лейблом «Hitwonder». В числе артистов: KREC, Murovei, дебютный альбом LAYAH, синглы Миши Крупина, Артема Пивоварова, Palaginx Вандер Фила, Сюзанны Абдуллы[21]
- В альбоме Ивана Дорна «Randorn» есть скрытый трек с Лионом.
- В 2013 году песня Лиона вошла в фильм «Ice Soldiers», который вышел в прокат США, Канады и Европы. В главной роли — Доминик Персел (культовый сериал «Побег»)
- Существует совместный стих/песня Лиона с выдающимся поэтом Евгением Евтушенко[22].
- Лион пишет треки «под ключ» для многих известных исполнителей Украины[источник не указан 4599 дней].
- Лион — первый рэп-исполнитель из Украины, который посетил Америку с сольным концертом. Презентация диска «Лучше, чем вчера» состоялась в Бруклине 10.11.12[13][14].
- Лион — специалист в области компьютерных наук[23]. Занимал должность IT Marketing Manager/IT Product Specialist в крупнейшей мировой компании.[23].
- Лион ведет здоровый образ жизни, активно занимается спортом. Не пьет и не курит[24].
- Лион уделяет много времени работе над инструменталами, лично перебирая тысячи записей в поиске нужного семпла[25].
- Лиона можно заметить в клипе «Правда улиц» культовой питерской рэп-группы KREC.
- Прозвище «Лион» Сергей получил на тренировках Каратэ Киокушинкай[24].
- В роли оператора клипа «Хорошие девочки стали плохими» выступил сам Лион.